# Epeuproctis
Epeuproctis este un gen de molii din familia Lymantriinae.